# Шик, Эндре
Э́ндре Шик (венг. Sík Endre; Шийк Андрей Александрович; 2 апреля 1891, Будапешт, Австро-Венгрия — 10 апреля 1978, Будапешт, Венгерская Народная Республика) — венгерский государственный деятель, министр иностранных дел Венгерской Народной Республики (1958—1961). Оказал значительное влияние на развитие африканистики в странах Восточного блока.

## Биография
Выпускник Будапештского университета, адвокат. Во время Первой мировой войны был офицером австро-венгерской армии. С 1917 года — военнопленный, до марта 1918 года находился в Даурском лагере в Забайкалье, затем проживал на станции Хилок, давал местным жителям уроки английского, французского, немецкого языков. Женился на местной жительнице Е. В. Тотской. В октябре 1919 года уехал в Верхнеудинск. Работал сотрудником венгерской газеты «Форрадалом» («Революция»), выходившей в Иркутске, газеты «Советская Сибирь». Осенью 1922 года был направлен в Читу в МИД Дальневосточной Республики (ДВР). С ликвидацией ДВР — член Читинского ревтрибунала.
Окончил Институт красной профессуры в Москве.
- 1927—1936 гг. — профессор Университета народов Востока,
- 1938—1941 гг. — научный сотрудник Института истории,
- 1943—1945 гг. — научный сотрудник Института этнографии АН СССР.

С 1945 года в Венгрии.
- 1947—1948 гг. — советник МИД,
- 1948—1949 гг. — посол ВНР в США,
- 1949—1953 гг. — заведующий главным политическим отделом Министерства иностранных дел, директор Дипломатической академии,
- 1953—1958 гг. — заместитель министра,
- 1958—1961 гг. — министр иностранных дел ВНР.

С 1965 года — председатель Всевенгерского совета мира.
Автор научных трудов по истории колониальных стран, этнографии, автобиографического романа «Годы испытаний», в котором дал подробную картину жизни забайкальцев в 1918—1919 годах. Тираж книги «Vihar a levelet…» из его многотомных мемуаров, вышедшей в 1970 году, был изъят на следующий день после поступления в продажу — возможно, из-за детального изображения сталинского репрессий, обрушившихся на обвинённых в троцкизме коммунистов, включая венгерскую эмиграцию, после убийства Кирова.
Переводил произведения А. П. Чехова на венгерский язык. За четырёхтомную «Историю Чёрной Африки» удостоен Государственной премии ВНР в 1965 году.

## Награды и звания
- орден Дружбы народов (02.04.1976)
- Международная Ленинская премия «За укрепление мира между народами» (1968)